# Castanedia
Castanedia é um género botânico pertencente à família Asteraceae.